# Parada (Alfândega da Fé)
Parada is een plaats (freguesia) in de Portugese gemeente Alfândega da Fé en telt 185 inwoners (2001).